# Tuta di protezione chimica

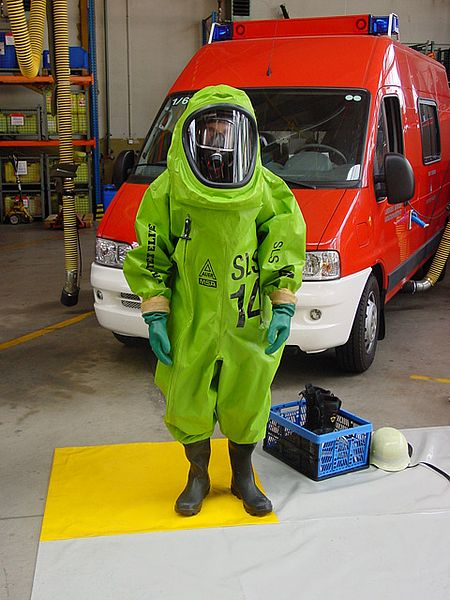
Una tuta di protezione chimica

La tuta di protezione chimica (in inglese hazmat suit, "tuta hazmat") è un dispositivo di protezione individuale costituito da un indumento impermeabile che copre tutto il corpo, indossato come protezione contro materiali pericolosi. Tali tute sono spesso munite di autorespiratori per garantire una fornitura di aria. Le tute sono utilizzate da vigili del fuoco, soccorritori, paramedici, ricercatori, scienziati, militari personale che risponde a fuoriuscite o che lavorano con sostanze tossiche, specialisti che ripuliscono strutture contaminate radioattivamente e lavoratori che utilizzano materiale tossico o radioattivo.

## Storia

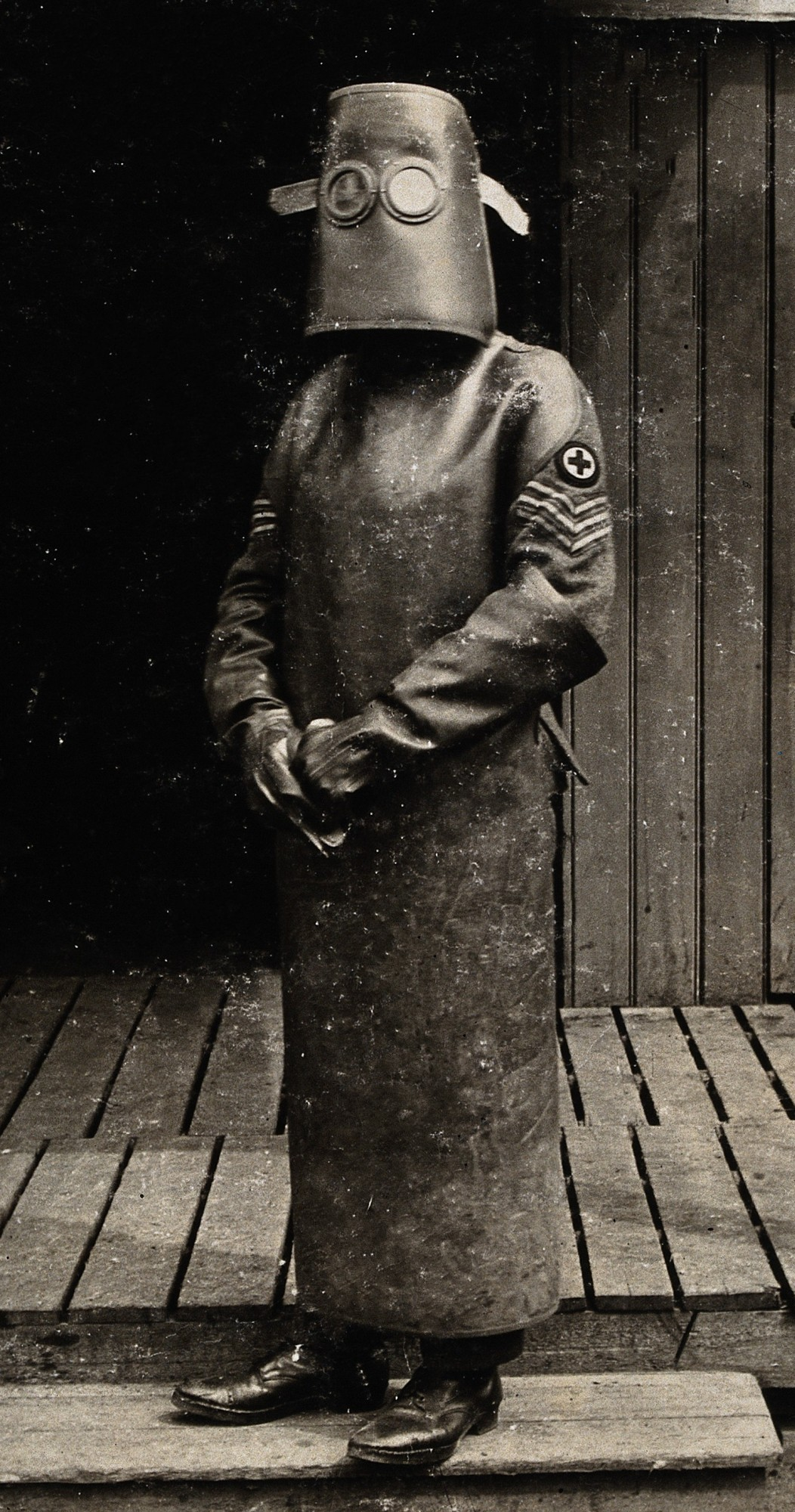
Un tecnico sanitario di radiologia medica che indossa una tuta di protezione durante la prima guerra mondiale in Francia, 1918

Le origini della moderna tuta di protezione chimica parte dalla peste della Manciuria del 1910, dove il dottor Wu Lien-teh teorizzò che la peste si fosse dispersa nell'aria, diffondendosi e causando la febbre. I medici, gli infermieri e i becchini dovevano indossare degli indumenti da lui progettati per difendersi. Gli stessi sistemi di protezione vennero utilizzati durante l'influenza spagnola. Nel 2015 alcuni ricercatori della Johns Hopkins University hanno ridisegnato la tuta per rendere più sicura la rimozione, migliorando la vista del viso. Questa tipologia di tuta venne ampiamente utilizzata per la liquidazione della centrale nucleare di Černobyl' nel 1986, nell'epidemia di febbre emorragica di Ebola in Africa occidentale e per la pandemia di COVID-19.

## Informazioni
Il Dipartimento della sicurezza interna degli Stati Uniti d'America definisce una tuta ignifuga come "un indumento generale indossato per proteggere le persone da materiali o sostanze pericolose, inclusi prodotti chimici, agenti biologici o materiali radioattivi". Più in generale, le tute ignifughe possono fornire protezione da:
- Agenti chimici: attraverso l'uso di materiali appropriati come teflon, PVC pesante o gomma e Tyvek,
- Agenti nucleari: attraverso una specifica schermatura contro le radiazioni ionizzanti nel rivestimento, ma soprattutto impedendo il contatto diretto o l'inalazione di particelle radioattive o gas tossici,
- Agenti biologici: attraverso sistemi completamente sigillati, spesso a sovrapressione per prevenire la contaminazione eventualmente la tuta fosse danneggiata, utilizzando respiratori o tute protettive per prevenire l'esposizione (livello di protezione C)
- Fuoco/alte temperature: solitamente da una combinazione di materiali isolanti e riflettenti che riducono gli effetti (vedi anche Tuta di prossimità antincendio).

## Utilizzo

### America

#### Brasile

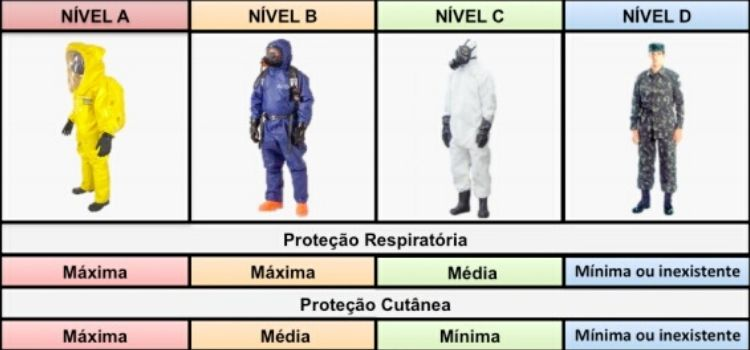
Diverse tipologie tute usate dai militari brasiliani

Seguendo gli standard americani, le tute ignifughe in Brasile si dividono in 4 diversi tipi, dalla A alla D. Le tute sono conosciute dall'esercito brasiliano come Roupa Protetora Permeável de Combate (Abbigliamento protettivo da combattimento permeabile). Esistono diversi reparti militari specializzati che utilizzano le tute e alcuni di loro sono stati schierati durante la Coppa del Mondo FIFA 2014, i giochi della XXXI Olimpiade a Rio de Janeiro e per la pandemia di COVID-19.

#### Stati Uniti

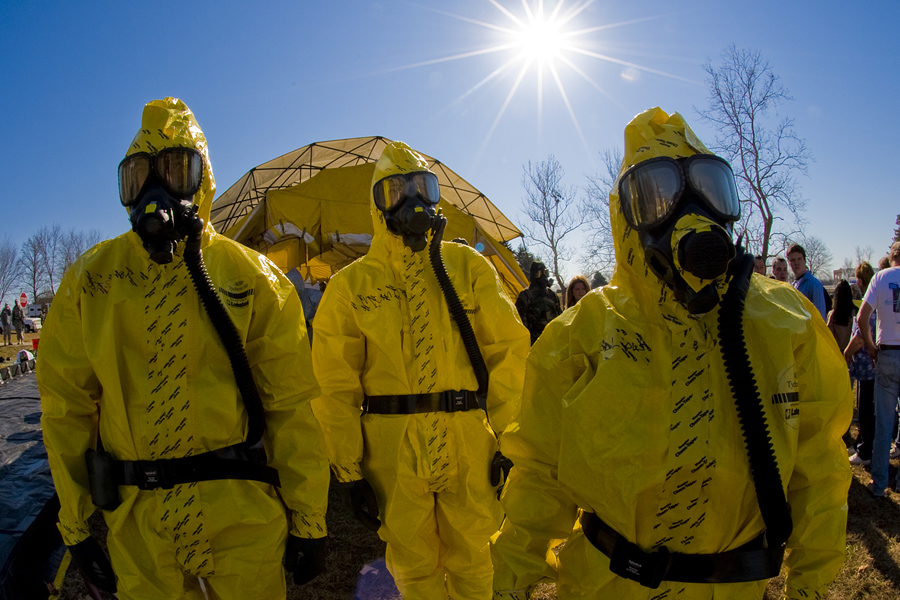
Personale di decontaminazione dello US Army che indossa tute protettive durante un'esercitazione di attacco nucleare

Gli indumenti protettivi Hazmat sono classificati come di livello A, B, C o D:
- Livello A: è il livello più alto di protezione contro vapori, gas, nebbie, particelle e liquidi che consiste in una tuta di ingresso per sostanze chimiche completamente incapsulante con un autorespiratore facciale (SCBA). Una persona deve anche indossare stivali con componenti in acciaio all'esterno della tuta e guanti resistenti agli agenti chimici. Al suo interno si possono trovare un respiratore incapsulato e una radio che spesso incorpora microfoni con cui comunicare.
- Livello B: richiede un indumento (compreso di respiratore) che fornisca protezione contro gli schizzi di una sostanza chimica pericolosa, anche se non protegge da sostanze vaporizzate. contro il vapore. A seconda della sostanza chimica trattata, vengono indossati tipi specifici di guanti e stivali.
- Livello C: differisce dal livello B nell'area delle apparecchiature necessarie per la protezione delle vie respiratorie. Lo stesso tipo di indumento utilizzato per la protezione di livello B viene indossato per questo livello, anche se le apparecchiature non offrono la protezione necessaria in un'atmosfera carente di ossigeno.
- Livello D: non protegge la persona dall'esposizione chimica. Questo livello di protezione può essere utilizzato solo in situazioni in cui una persona non entra in contatto con sostanze chimiche. La maggior parte degli equipaggiamenti per i vigili del fuoco è considerata di livello D.

### Europa
La normativa europea ISO 13982 inserisce per iscritto tutti i requisiti minimi delle tute. Queste comprendono tute protettive per il corpo intero, che proteggono chi le indossa da particelle e aerosol di sostanze chimiche solide. La maggior parte delle tute utilizzate in Europa è coperta da una serie di norme del Comitato europeo di normazione e si dividono principalmente in tre categorie:
- Categoria I: indumenti protettivi semplici (basso rischio),
- Categoria II: indumenti protettivi che proteggono chi li indossa dai pericoli,
- Categoria III: indumenti protettivi (ad alto rischio).

Le tute per la protezione chimica dispongono di altre normative che aggiungono altri sistemi di protezione, come la protezione da liquidi in pressione e particolato (EN ISO 13892), spray (EN 14605), spruzzi limitati (EN 130034), rischio biologico (EN 14126) accumulo di elettricità (EN 1149-5) e contaminazione radioattiva tramite particelle (EN 1073-2).